# 미래란?
〈미래란?〉(未来とは？ 미라이토와?[*])은 SKE48의 14번째 싱글이다.

## 개요
전작 〈찬성 귀여워!〉로부터 약 4개월 만으로, 2014년 첫 싱글이다.

## 수록곡

### TYPE-A
자켓 사진 (표지):오오야 마사나·마츠이 쥬리나·키타가와 료하·후루하타 나오
자켓 사진 (뒷면):〈GALAXY of DREAMS〉 멤버 10명
CD
1. 未来とは？ / 미래란?
(작사: 아키모토 야스시 / 작곡: 야마다 타쿠미 / 편곡: 이타가키 유스케)
2. GALAXY of DREAMS - GALAXY of DREAMS
(작사: 아키모토 야스시 / 작곡: Ryu / 편곡: Han Jaewon)
3. Mayflower - 드래곤 걸즈
(작사: 아키모토 야스시 / 작곡: 스즈키 키사부로 / 편곡: 사사키 유)
4. 未来とは？ off vocal
5. GALAXY of DREAMS off vocal
6. Mayflower off vocal

DVD
1. 未来とは？ Music Video
2. 未来とは？ ~2014.02.02 SKE당 궐기 집회. 〈전체 오시!〉＠나고야 돔~
3. GALAXY of DREAMS Music Video (GALAXY of DREAMS)
4. 특전 영상
  - 연구생 〈마츠무라의 파트너 찾기 기획〉~연구생에게 가짜 최면술사가 첫 몰카!~

### TYPE-B
자켓 사진 (표지):아즈마 리온·마츠이 레나·타카야나기 아카네·이시다 안나
자켓 사진 (뒷면):팀S 멤버 14명
CD
1. 未来とは？ / 미래란?
2. 猫の尻尾がピンと立ってるうに… feat. Bose (スチャダラパー) - Team S / 고양이의 꼬리가 오뚝 서 있듯이...
(작사: 아키모토 야스시 / 랩 작사: M.KOSHIMA / 작곡: 코죠 야스유키 / 편곡: 모리타니 토시키)
3. Mayflower - 드래곤 걸즈
4. 未来とは？ off vocal
5. 猫の尻尾がピンと立ってるうに…feat. Bose (スチャダラパー) off vocal / 고양이의 꼬리가 오뚝 서 있듯이...
6. Mayflower off vocal

DVD
1. 未来とは？ Music Video
2. 未来とは？ ~2014.02.02 SKE당 궐기 집회. 〈전체 오시!〉＠나고야 돔~
3. 猫の尻尾がピンと立ってるうに…feat. Bose (スチャダラパー) Music Video / 고양이의 꼬리가 오뚝 서 있듯이...
4. 특전 영상
  - Team S 〈첫 여자회〉~멤버의 본심을 프로파일링~

### TYPE-C
자켓 사진 (표지):시바타 아야·키자키 유리아·키모토 카논·야마다 미즈호
자켓 사진 (뒷면):팀KII 멤버 16명
CD
1. 未来とは？ / 미래란?
2. S子と嘘発見器 / S아이와 거짓말 탐지기 - Team KII
(작사: 아키모토 야스시 / 작곡: 이케자와 사토시 / 편곡: 사사키 유)
3. Mayflower - 드래곤 걸즈
4. 未来とは？ off vocal
5. S子と嘘発見器 off vocal
6. Mayflower off vocal

DVD
1. 未来とは？ Music Video
2. 未来とは？ ~2014.02.02 SKE당 궐기 집회. 〈전체 오시!〉＠나고야 돔~
3. S子と嘘発見器 Music Video
4. 특전 영상
  - Team KII 〈프리스타일 RAP 배틀 with 다스 레이더〉~KII 멤버가 첫 랩에 도전~

### TYPE-D
자켓 사진 (표지):오오바 미나·후루카와 아이리·스다 아카리·우메모토 마도카
자켓 사진 (뒷면):팀E 멤버 15명
CD
1. 未来とは？ / 미래란?
2. 待ち合わせたい / 약속하고 만나고 싶어 - Team E
(작사: 아키모토 야스시 / 작곡: 나카가와 츠카사 / 편곡: 마스다 타케시)
3. Mayflower - 드래곤 걸즈
4. 未来とは？ off vocal
5. 待ち合わせたい off vocal
6. Mayflower off vocal

DVD
1. 未来とは？ Music Video
2. 未来とは？ ~2014.02.02 SKE당 궐기 집회. 〈전체 오시!〉＠나고야 돔~
3. 待ち合わせたい Music Video
4. 특전 영상
  - Team E 〈멤버 중에 있는 헤타레제를 찾아라!〉~첫 배신~

### 극장반
자켓 사진 (표지):〈미래란?〉 선발 멤버 16명
CD
1. 未来とは？ / 미래란?
2. 僕らの絆 / 우리의 인연
(작사·작곡: 사토 미에코)
3. SKE48 14th Single Medley
4. 未来とは？ off vocal
5. 僕らの絆 off vocal

## 선발 멤버
소속 팀은 발매일 시점

### 미래란?
(센터:마츠이 쥬리나)
- 팀S: 이시다 안나, 오오야 마사나, 키자키 유리아, 마츠이 쥬리나
- 팀KII: 오오바 미나, 시바타 아야, 스다 아카리, 타카야나기 아카네, 후루카와 아이리, 야마다 미즈호
- 팀E: 아즈마 리온, 우메모토 마도카, 키모토 카논, 후루하타 나오, 마츠이 레나
- 연구생: 키타가와 료하

### GALAXY of DREAMS
〈GALAXY of DREAMS〉 명의
(센터:키자키 유리아)
- 팀S: 키자키 유리아, 마츠이 쥬리나
- 팀KII: 시바타 아야, 스다 아카리, 타카야나기 아카네, 후루카와 아이리
- 팀E: 키모토 카논, 후루하타 나오, 마츠이 레나
- 연구생: 키타가와 료하

### Mayflower
〈드래곤 걸즈〉 명의
- 팀S: 이시다 안나
- 팀KII: 카토 루미, 스다 아카리, 타카야나기 아카네, 타케우치 마이, 후타무라 하루카, 후루카와 아이리
- 팀E: 우메모토 마도카, 키노시타 유키코

### 우리의 인연
- 팀S: 아비루 리호, 이시다 안나, 이소하라 쿄카, 사이토 마키코, 무카이다 마나츠
- 팀KII: 우치야마 미코토, 카토 토모코, 카토 루미, 타카야나기 아카네, 후루카와 아이리, 마츠모토 리나
- 팀E: 이구치 시오리, 키토 모모나, 야마다 레이카